# Michaelnbach
Michaelnbach är en ort och kommun i Österrike. Den ligger i distriktet Grieskirchen i förbundslandet Oberösterreich, 190 kilometer väster om huvudstaden Wien.
Kommunen består av 32 orter (Ortschaften) (inom parentes invånarantal 1 januari 2024):

- Aichet bei Grub (20)
- Aichet bei Kiesenberg (22)
- Armau (21)
- Gaisedt (17)
- Grub (32)
- Haid (70)
- Haus (68)
- Hilpetsberg (14)
- Holzing (15)
- Kiesenberg (32)
- Krumbach (21)
- Mairdoppl (31)
- Michaelnbach (450)
- Minithal (59)
- Niederwödling (29)
- Oberfurth (16)
- Oberreitbach (16)
- Oberspaching (51)
- Pollesbach (11)
- Reichenau (22)
- Schappenedt (32)
- Schickenedt (17)
- Schmidgraben (25)
- Schölmlahn (54)
- Seiblberg (21)
- Spöck (4)
- Stefansdorf (3)
- Stockedt (25)
- Unterfurth (1)
- Unterreitbach (39)
- Weiking (16)
- Zelli (46)